# Guitars - The Museum

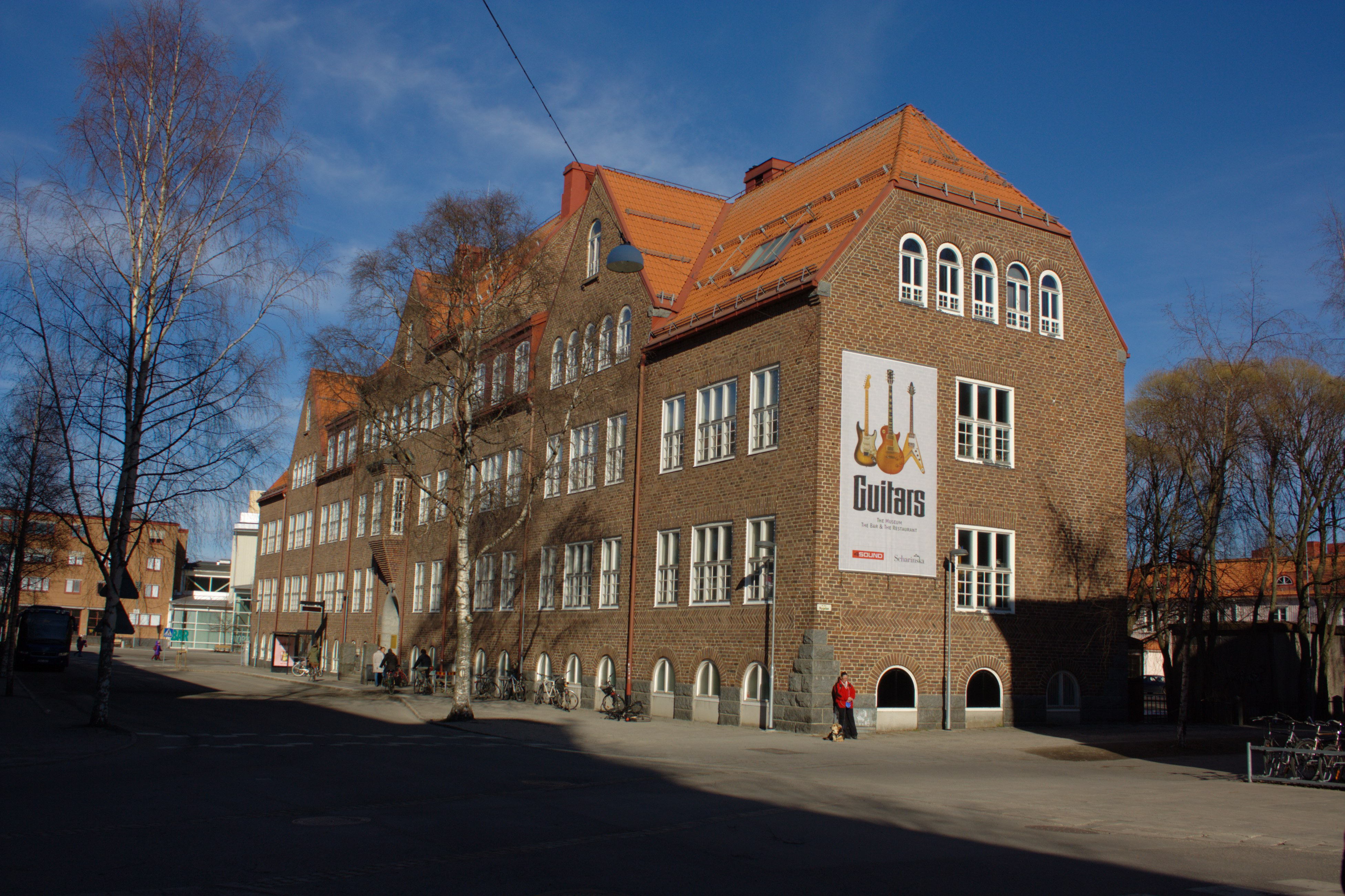
Guitars - The Museum, Umeå, 2014

Guitars - The Museum is een gitarenmuseum in de Zweedse stad Umeå. Het museum is in een bakstenen gebouw gevestigd dat voorheen een school (de Vasaskolan) huisvestte. Behalve het museum bevinden zich in het gebouw een rockclub, een restaurant, een muziekwinkel en een platenzaak. Het museum opende eind januari 2014, in samenhang met de opening van Umeå - Culturele Hoofdstad van Europa 2014.
Het museum wordt gerund als een joint venture onder leiding van de mensen die de muziekwinkel dragen, 4Sound, en de rockclub, Scharinska. De gemeente Umeå heeft bijgedragen aan de kosten voor de renovatie en aanpassing van de lokalen en steunt het museum met een jaarlijkse bijdrage van 2,4 miljoen Zweedse kronen in 2014 en 2015.
De collectie van het museum bestaat voornamelijk uit elektrische gitaren uit de jaren 1950 en 1960, evenals een kleinere collectie van elektrische basgitaren, versterkers en parafernalia die verband houden met de geschiedenis van de elektrische gitaar. De collectie is sinds de jaren 1970 verzameld door de broers Mikael en Samuel Åhdén, echter werd de collectie als geheel nooit aan het publiek getoond totdat het museum werd geopend. Met een totaal van meer dan 500 gitaren geldt het museum als het grootste in zijn soort in de wereld.